# Saint-Pandelon (volcán)
Saint Pandelon es un cono volcánico situado en la comuna del mismo nombre, en el departamento de Landas, en Francia. Se trata de los restos de un viejo volcán erosionado, con un pequeño lago cráter. Sus coordenadas son:  43.673999°  -1.029984°